# Heinrich Tschurtschenthaler von Helmheim
Heinrich Tschurtschenthaler von Helmheim (Bozen, 16. veljače 1858. – Beč, 11. veljače 1918.) je bio austrougarski general i vojni zapovjednik. Tijekom Prvog svjetskog rata zapovijedao je 44. landverskom divizijom i XVIII. korpusom na Istočnom bojištu.

## Vojna karijera
Heinrich Tschurtschenthaler von Helmheim je rođen 16. veljače 1858. u Bozenu. Prije rata čin general bojnika dostigao je u svibnju 1907., dok je u čin podmaršala promaknut u svibnju 1911. godine.

## Prvi svjetski rat
Na početku Prvog svjetskog rata Tschurtschenthaler zapovijeda 44. landverskom divizijom. Navedena divizija se nalazila u sastavu XIV. korpusa, te s istom sudjeluje u Galicijskoj bitci. U prosincu 1914. dobiva zapovjedništvo nad novoustrojenim XVIII. korpusom koji je formiran na osnovi jedinica 44. landverske divizije. Istodobno sa XVIII. korpusom zapovijeda i s 44. landverskom divizijom i to do ožujka 1915. kada ga na mjestu zapovjednika zamjenjuje Ludwig Goiginger. Zapovijedajući XVIII. korpusom koji se nalazio u sastavu 3. armije kojom je zapovijedao Svetozar Borojević sudjeluje u Karpatskoj ofenzivi. U svibnju 1915. promaknut je u čin generala pješaštva.
Tschurtschenthaler XVIII. korpusom zapovijeda do ožujka 1915. kada ga na mjestu zapovjednika zamjenjuje Emil von Ziegler. Postaje zapovjednikom Vojnog područja Innsbruck sa zadatkom da pripreme obrane od talijanskog napada s obzirom na to da je Italija ušla u rat na strani Antante. Vojnim područjem Innsbruck zapovijeda do listopada 1916. kada je umirovljen.

## Smrt
Nakon umirovljenja Tschurtschenthaler je 11. veljače 1918.  preminuo u 60. godini života u Beču.

## Vanjske poveznice
(eng.) Heinrich Tschurtschenthaler na stranici Oocities.org